# Posidonia denhartogii
Posidonia denhartogii, vrsta porosti uz zapadnu i južnu obalu Australije. Australski je endem Indijskog oceana. Živi na dubinama od 2 do 35 metara